# Космоцентризм
Космоцентризм — философское направление античности, система философских взглядов, появившаяся в Древней Греции, согласно которой мир воспринимается как космос, разнообразный, гармоничный и одновременно способный вселить ужас. Все явления окружающего мира рассматривались через призму космоса.
На протяжении VI–I веков до нашей эры в Древней Греции происходил бурный расцвет культуры и философии. За этот период было создано новое немифологическое мышление, новая картина мира, центральным элементом которой стало учение о космосе.
Космос охватывает Землю, человека, небесные светила. Он замкнут, имеет сферическую форму и в нем происходит постоянный круговорот — все возникает, течет и изменяется. Из чего возникает и к чему возвращается, согласно данному учению - неясно.